# Niedosyt
Niedosyt (ang. Stay Hungry) – amerykański film z 1976 roku w reżyserii Boba Rafelsona.  W 1977 roku za rolę w tym filmie, w kategorii najbardziej obiecujący nowy aktor  został uhonorowany Złotym Globem Arnold Schwarzenegger.

## Obsada
- Jeff Bridges - Craig Blake
- Sally Field - Mary Tate Farnsworth
- Arnold Schwarzenegger - Joe Santo
- R.G. Armstrong - Thor Erickson
- Robert Englund - Franklin
- Helena Kallianiotes - Anita
- Roger E. Mosley - Newton
- Woodrow Parfrey - wujek Albert
- Scatman Crothers - William
- Kathleen Miller - Dorothy Stephens
- Fannie Flagg - Amy
- Joanna Cassidy - Zoe
- Richard Gilliland - Hal
- Mayf Nutter - Richard Packman
- Ed Begley Jr. - Lester
- John David Carson - Halsey
- Joe Spinell - Jabo
- Clifford A. Pellow - Walter Jr.
- Dennis Fimple - Bubba
- Garry Goodrow - Moe Zwick
- Bart Carpinelli as Laverne
- Bob Westmoreland - Fred Kroop
- Brandy Wilde - Flower
- Laura Hippe - Mae Ruth
- John Gilgreen - ochroniarz
- Murray Johnson - Ciężki 1
- Dennis Burkley - Ciężki 2
- Autry Pinson - Ciężki 3
- Martin Hames - barman